# Йон Карамитру
Йон Карамитру (на румънски: Ion Caramitru) е виден румънски театрален и киноактьор, режисьор и политик. Карамитру е министър на културата от 1996 до 2000 година в кабинетите на Румънската демократична конвенция на Виктор Чорбя, Гаврил Дежу, Раду Василе, Александру Атанасиу и Мугур Исъреску.

## Биография
Роден е на 9 март 1942 година в Букурещ в арумънско семейство. Майка му е от Горно Граматиково (Ано Граматико), Гърция, а баща му е от Корча, Албания. Единият от дядовците му е мъгленорумънин. Завършва Академията за театрално изкуство и кинематография в 1964 година. Една година по-рано, в 1963 година дебютира на сцената с главната роля в „Хамлет“ за Театър „Буландра“.
Карамитру е виден арумънски активист и е президент на Обществото за македонорумънска култура.